# Open Season (franquia)
A série de filmes Open Season da Sony Pictures Animation consiste em quatro filmes: Open Season (2006), Open Season 2 (2008), Open Season 3 (2010) e Open Season: Scared Silly (2015), juntamente com um curta-metragem Boog and Elliot's Midnight Bun Run (2007).

## Elenco e equipe de produção

### Elenco
| Personagens  | Filmes              | Filmes                             | Filmes               | Filmes                    | Curta-metragens                    |
| Personagens  | Open Season         | Open Season 2                      | Open Season 3        | Open Season: Scared Silly | Boog and Elliot's Midnight Bun Run |
| Personagens  | 2006                | 2008                               | 2010                 | 2015                      | 2007                               |
| ------------ | ------------------- | ---------------------------------- | -------------------- | ------------------------- | ---------------------------------- |
| Boog         | Martin Lawrence     | Mike Epps                          | Matthew J. Munn      | Donny Lucas               | Martin Lawrence                    |
| Elliot       | Ashton Kutcher      | Joel McHale                        | Matthew W. Taylor    | Will Townsend             | Ashton Kutcher                     |
| Sr. Salsicha | Cody Cameron        | Cody Cameron                       | Cody Cameron         | Will Townsend             | Cody Cameron                       |
| Giselle      | Jane Krakowski      | Jane Krakowski                     | Melissa Sturm        | Melissa Sturm             |                                    |
| McSquizzy    | Billy Connolly      | Billy Connolly                     | André Sogliuzzo      | Lee Tockar                |                                    |
| Serge        | Danny Mann          | Danny Mann                         | Danny Mann           | Peter Kelamis             |                                    |
| Deni         | Matthew W. Taylor   | Matthew W. Taylor                  | Matthew W. Taylor    | —                         |                                    |
| Buddy        | Matthew W. Taylor   | Matthew W. Taylor                  | Matthew W. Taylor    | Lee Tockar                |                                    |
| Ian          | Patrick Warburton   | Matthew W. Taylor                  | Matthew W. Taylor    | Brian Drummond            |                                    |
| Rosie        | Nika Futterman      | Nika Futterman                     | Nika Futterman       | Shannon Chan-Kent         |                                    |
| Maria        | Michelle Murdocca   | Michelle Murdocca                  | Michelle Murdocca    | Michelle Murdocca         |                                    |
| Reilly       | Jon Favreau         | Jon Favreau                        | Matthew W. Taylor    | Brian Drummond            |                                    |
| Bobbie       | Georgia Engel       | Georgia Engel                      | Georgia Engel        | Kathleen Barr             | Georgia Engel                      |
| Bob          | O personagem é mudo | —                                  | O personagem é mudo  | O personagem é mudo       | O personagem é mudo                |
| Beth         | Debra Messing       |                                    |                      |                           |                                    |
| Shaw         | Gary Sinise         |                                    |                      | Trevor Devall             |                                    |
| Xerife Gordy | Gordon Tootoosis    |                                    |                      | Lorne Cardinal            | Gordon Tootoosis                   |
| Fifi         |                     | Crispin Glover                     | Crispin Glover       |                           |                                    |
| Roberto      |                     | Steve Schirripa                    | Steve Schirripa      |                           |                                    |
| Stanley      |                     | Fred Stoller                       | Fred Stoller         |                           |                                    |
| Roger        |                     | Sean Mullen                        | Sean Mullen          |                           |                                    |
| Nate         |                     | Frank Welker (cameo não creditado) | Cody Cameron         |                           |                                    |
| Rufus        |                     | Diedrich Bader                     |                      |                           |                                    |
| Charlene     |                     | Olivia Hack                        |                      |                           |                                    |
| Fox Jaw      |                     | Jacquie Barnbrook                  |                      |                           |                                    |
| Doug         |                     |                                    | Matthew J. Munn      |                           |                                    |
| Ursa Major   |                     |                                    | Melissa Sturm        |                           |                                    |
| Alistair     |                     |                                    | Dana Snyder          |                           |                                    |
| Gisela       |                     |                                    | Karley Scott Collins |                           |                                    |
| Giselita     |                     |                                    | Ciara Bravo          |                           |                                    |
| Elvis        |                     |                                    | Harrison Fahn        |                           |                                    |
| Ed           |                     |                                    |                      | Garry Chalk               |                                    |
| Edna         |                     |                                    |                      | Kathleen Barr             |                                    |

- Note: Uma célula cinza escura indica que o personagem não aparece no filme.

### Equipe de produção
| Ocupação       | Open Season                                           | Open Season 2                                    | Open Season 3                                    | Open Season: Scared Silly                                                |
| -------------- | ----------------------------------------------------- | ------------------------------------------------ | ------------------------------------------------ | ------------------------------------------------------------------------ |
| Diretor(es)    | Jill Culton Roger Allers Anthony Stacchi              | Todd Wilderman Matthew O'Callaghan               | Cody Cameron                                     | David Feiss                                                              |
| Produtor(es)   | Michelle Murdocca                                     | Kirk Bodyfelt Matthew O'Callaghan                | Kirk Bodyfelt                                    | John Bush                                                                |
| Roteirista(s)  | Nat Mauldin Steve Bencich Ron J. Friedman             | David I. Stern                                   | David I. Stern                                   | Carlos Kotkin                                                            |
| História(s)    | Jill Culton Steve Moore John B. Carls Anthony Stacchi | David I. Stern                                   | David I. Stern                                   | Kris Pearn Steve Barr David Feiss John Norton Paul McEvoy Stephan Franck |
| Compositor(es) | Ramin Djawadi Paul Westerberg                         | Ramin Djawadi                                    | Jeff Cardoni                                     | Dominic Lewis Rupert Gregson-Williams                                    |
| Editor(es)     | Pamela Ziegenhagen-Shefland                           | Steven Liu Jimmy Sandoval Patrick J. Voetberg    | Nancy Frazen Arthur D. Noda Jimmy Sandoval       | Maurissa Horwitz                                                         |
| Estúdios       | Sony Pictures Animation                               | Sony Pictures Animation Reel FX Creative Studios | Sony Pictures Animation Reel FX Creative Studios | Sony Pictures Animation Rainmaker Entertainment                          |
| Distribuidora  | Columbia Pictures                                     | Sony Pictures Home Entertainment                 | Sony Pictures Home Entertainment                 | Sony Pictures Home Entertainment                                         |

## Lançamentos

### Desempenho nas bilheterias
| Filme                     | Data de lançamento     | Receita                 | Receita                 | Receita      | Classificação (Nacional) | Despesas    | Ref(s)      |
| Filme                     | Data de lançamento     | Estados Unidos          | Fora dos Estados Unidos | Mundialmente | Classificação (Nacional) | Despesas    | Ref(s)      |
| ------------------------- | ---------------------- | ----------------------- | ----------------------- | ------------ | ------------------------ | ----------- | ----------- |
| Open Season               | 29 de setembro de 2006 | $85,105,259             | $115,706,430            | $200,811,689 | #742                     | $85,000,000 | [ 1 ]       |
| Open Season 2             | 24 de setembro de 2008 | Direct-to-video release | $8,797,168              | $8,797,168   | Direct-to-video release  | —           | [ 2 ]       |
| Open Season 3             | 21 de outubro de 2010  | Direct-to-video release | $7,487,555              | $7,487,555   | Direct-to-video release  | —           | [ 3 ]       |
| Open Season: Scared Silly | 18 de dezembro de 2015 | Direct-to-video release | $1,774,429              | $1,774,429   | Direct-to-video release  | $5,500,000  | [ 4 ] [ 5 ] |
| Total                     | Total                  | $85,105,259             | $133,765,582            | $218,870,841 | —                        | $90,500,000 | —           |

### Recepção da crítica
| Filme                     | Rotten Tomatoes      | Metacritic          |
| ------------------------- | -------------------- | ------------------- |
| Open Season               | 48% (101 avaliações) | 49% (18 avaliações) |
| Open Season 2             | —                    | —                   |
| Open Season 3             | —                    | —                   |
| Open Season: Scared Silly | —                    | —                   |